# Antonio Cortella
Antonio Roque Cortella (ur. 11 października 1896 w Capilla del Señor – zm. 20 maja 1962) – argentyński piłkarz, grający podczas kariery na pozycji obrońcy i pomocnika.

## Kariera klubowa
Antonio Cortella rozpoczął piłkarską karierę w Defensores de Belgrano Buenos Aires w 1918. W latach 1918–1921 występował w Boca Juniors. Z Boca Juniors dwukrotnie zdobył mistrzostwo Argentyny w 1919 i 1920. Ostatnim jego klubem było CA Platense, w którym zakończył karierę w 1928

## Kariera reprezentacyjna
W reprezentacji Argentyny Cortella występował w latach 1918–1921. W reprezentacji zadebiutował 18 lipca 1918 w zremisowanym 1-1 meczu z Urugwajem, którego stawką było Gran Premio de Honor Uruguayo.
W 1919 wystąpił w Mistrzostwach Ameryki Południowej. Na turnieju w Rio de Janeiro wystąpił tylko w meczu z Urugwajem. W 1920 po raz drugi wystąpił w Mistrzostwach Ameryki Południowej. Na turnieju w Valparaíso wystąpił w dwóch meczach z Urugwajem i Brazylią. Ostatni raz w reprezentacji wystąpił 14 kwietnia 1921 w zremisowanym 2-2 towarzyskim meczu z Paragwajem. Ogółem w barwach albicelestes wystąpił w 10 meczach.
| Mecze i gole w reprezentacji | Mecze i gole w reprezentacji | Mecze i gole w reprezentacji | Mecze i gole w reprezentacji | Mecze i gole w reprezentacji | Mecze i gole w reprezentacji | Mecze i gole w reprezentacji |
| #                            | Data                         | Miasto                       | Przeciwnik                   | Gol                          | Wynik                        | Rozgrywki                    |
| ---------------------------- | ---------------------------- | ---------------------------- | ---------------------------- | ---------------------------- | ---------------------------- | ---------------------------- |
| 1.                           | 18.07.1918                   | Montevideo                   | Urugwaj                      |                              | 1:1                          | Gran Premio                  |
| 2.                           | 25.08.1918                   | Buenos Aires                 | Urugwaj                      |                              | 2:1                          | Gran Premio                  |
| 3.                           | 13.05.1919                   | Rio de Janeiro               | Urugwaj                      |                              | 2:3                          | Copa América                 |
| 4.                           | 19.10.1919                   | Buenos Aires                 | Urugwaj                      |                              | 6:1                          | Gran Premio                  |
| 5.                           | 08.08.1920                   | Buenos Aires                 | Urugwaj                      |                              | 1:0                          | Gran Premio Argentino        |
| 6.                           | 12.09.1920                   | Valparaíso                   | Urugwaj                      |                              | 1:1                          | Copa América                 |
| 7.                           | 20.09.1920                   | Valparaíso                   | Chile                        |                              | 1:1                          | Copa América                 |
| 8.                           | 25.09.1920                   | Valparaíso                   | Brazylia                     |                              | 2:0                          | Copa América                 |
| 9.                           | 07.04.1921                   | Asunción                     | Paragwaj                     |                              | 1:3                          | towarzyski                   |
| 10.                          | 14.04.1921                   | Asunción                     | Paragwaj                     |                              | 2:2                          | towarzyski                   |